# Yebba
Abbey Smith, conocida también por su nombre artístico YEBBA. Una cantautora estadounidense ganadora de un Grammy nacida en Memphis, Arkansas. Se hizo conocida por su trabajo como corista en la actuación de Chance the Rapper en SNL con la canción "Same Drugs" en 2016. Después lanzó su primer sencillo "Evergreen" en 2017. También ha colaborado con varios artistas entre ellos Sam Smith, Ed Sheeran , Drake y Mark Ronson.

## Carrera
En 2017, YEBBA reveló que había firmado con el sello discográfico de Ed Sheeran cuando se presentó con la canción "my Mind", que escribió y presentó casi una semana antes de la muerte de su madre. Él describió cómo la presentación de la canción en Sofar Sounds era tan poderosa que lo hizo llorar. Poco después siguió el lanzamiento de su sencillo debut "Evergreen". Sobre la canción, Yebba comentó: "crecí haciendo música en la iglesia de mi padre desde que era una bebé, así que he pasado un séptimo de mi vida en primera fila, junto a mi madre y justo atrás del órgano de mi papá. La iglesia ha sido siempre un lugar de honestidad, cuestionamiento y familia. Así que después del suicidio de mi mamá y ese sentimiento de que mi familia se veía disuelta, ese edificio del que me había distanciado se veía como el único lugar al que podía ir." Más tarde ese año, colaboró con Sam Smith en la canción "No Peace", que fue lanzada en el álbum de Sam The Thrill of it All de 2017.
En 2018,  colaboró con Zane Lowe para lanzar su video musical para su sencillo debut "Evergreen" que fue hecho con apoyo de Apple Music y Beats 1. Lowe dijo sobre el video musical que: "YEBBA es una artista en todo el sentido de la palabra, trabajar con ella para traer su visión a la luz fue asombroso. Ella tiene una de las voces más poderosas y emocionantes de los próximos años y estamos emocionados de presentarla al mundo." Ella también apareció junto a Maverick Sabre en el sencillo promocional de Rudimental, "They Don't Care About Us", que fue también una de las canciones del álbum de 2019 Toast to Our Differences. Adicionalmente ha sido corista en los proyectos más recientes de Jess Glynnne y Mumford & Sons.
En 2019, YEBBA estuvo nominada y ganó su primer Grammy por Mejor  estuvo nominado y le ganó primero nunca Grammy para Mejor Tradicional R&B Rendimiento de la canción "Cómo Profunda Es Vuestro Amor", junto a PJ Morton en el 61.º Anual Grammy Premios. Es también planificada para aparecer encima tres canciones de Marca Ronson  upcoming álbum Sentimientos de Noche Tardía. En April,  aparezca como vocalista de huésped junto al Staves para Mumford & Hijos' rendimiento vivo del Amado "de canción" en El Espectáculo de Ross del Jonathan.

## Vida personal
YEBBA ha sido activista por la difusión y apoyo de la salud mental. Su madre se suicidó una semana después de que ella cantara su primera canción original. Así "My Mind" adquirió un nuevo significado que representa la salud mental. Eligió su nombre artístico en honor a su madre, que siempre la llamó con este apodo cuando era niña. En memoria de su madre, YEBBA distribuye esta canción de manera gratuita en su sitio web. También se pueden hacer una donación a Bring Change to Mind, una organización que ayuda a personas con enfermedades mentales.

## Arte
Yebba reconoce a The Clark Sisters por su habilidad vocal  citándolas como sus heroínas e influenciadoras número uno. Ella escribió en Instagram: "Esta familia musical me hizo conocer a Jesús. Cualquier cosa que haya aprendido sobre canto, lo sé por tratar de imitarlas. Canciones como "Nothing to Lose", "Jesus Lifted Me", "Yo Brought the Sunshine", "The Darkest Hour is Just Before the Day" y "Jesus is a Love Song" son sus favoritas.

## Discografía

### Sencillos

#### Como artista principal
| Título         | Año  | Álbum |
| -------------- | ---- | ----- |
| "Perennifolio" | 2017 |       |

#### Como artista invitada
| Título                                                           | Año  | Álbum                    |
| ---------------------------------------------------------------- | ---- | ------------------------ |
| "They Don't Care About Us"(Rudimental ft Maverick Sabre y YEBBA) | 2018 | Toast to Our Differences |
| "Don't Leave Me Lonely"(Mark Ronson ft YEBBA)                    | 2019 | Late Night Feelings      |

### Apariciones como invitada
| Título                                                          | Año  | Álbum |
| --------------------------------------------------------------- | ---- | --- |
| "Gravity"(Clark Beckham (Clark Beckham featuring YEBBA))        | 2015 | |
| "Smoke"(Luke Levenson ft YEBBA)                                 | 2015 | |
| "Melatonin"(A Tribe Called Quest ft Yebba and Marsha Ambrosius) | 2016 | [./https://en.wikipedia.org/wiki/We_Got_It_from_Here..._Thank_You_4_Your_Service We Got It from Here...Thank You 4 Your Service] |
| "No Peace"(Sam Smith ft YEBBA)                                  | 2017 | The Thrill of It All |
| "How Deep Is Your Love" (Vivo)(PJ Morton ft YEBBA)              | 2018 | Gumbo Unplugged |
| "My Day Will Come"(James Francies ft YEBBA)                     | 2018 | Flight |
| "Knock Knck Knock"(Mark Ronson (Mark Ronson ft YEBBA)           | 2019 | Late Night Feelings |
| "When you Went Away"(Mark Ronson ft YEBBA)                      | 2019 | Late Night Feelings |

### APa
| Título          | Año  | Otro artista(s) | Álbum                                                                 |
| --------------- | ---- | --------------- | --------------------------------------------------------------------- |
| "Broken"        | 2018 | Jess Glynne     | [./https://en.wikipedia.org/wiki/Always_in_Between Always in Between] |
| "October Skies" | 2018 | Mumford & Hijos | [./https://en.wikipedia.org/wiki/Delta_(Mumford_&_Sons_album) Delta]  |

### Créditos de canciones
| Año  | Artista                 | Álbum                                                                               | Canción                                         | Coescrito con |
| ---- | ----------------------- | ----------------------------------------------------------------------------------- | ----------------------------------------------- | --- |
| 2017 | Kingdom Culture Worship | Kingdom Culture Worship                                                             | "Abide"                                         | Jasmine Smith, Bradley Adivinanza                                                                                           |
| 2017 | Kingdom Culture Worship | Kingdom Culture Worship                                                             | "Waters Rise"                                   | Pascalle Fargnoli |
| 2017 | Kingdom Culture Worship | Kingdom Culture Worship                                                             | "Take My Hand"                                  | Pascalle Fargnoli |
| 2017 | Kingdom Culture Worship | Kingdom Culture Worship                                                             | "Riches"                                        | Steven Boal |
| 2018 | Basstracks              | For Those Who Know, Pt. 2                                                           | "Improv #2 (Intro)"                             | Ivan Jackson, Conor Rayne, Richard Saunders, Elliot Skinner, Benjamin Lusher, Robert Glasper, Randy Vargas, Conor Szymanski |
| 2019 | Rudimental              | [./https://en.wikipedia.org/wiki/Toast_to_Our_Differences Toast to Our Differences] | "Leave It for Tomorrow" (featuring Elli Ingram) | Amir Izadkhah, Piers Aggett, Kesi Dryden, Leon "DJ Locksmith" Rolle                                                         |